# Hideki Matsunaga
Hideki Matsunaga (jap. 松永 英機, Matsunaga Hideki; * 8. Februar 1963 in der Präfektur Shizuoka) ist ein ehemaliger japanischer Fußballspieler und -trainer.

## Karriere
Matsunaga erlernte das Fußballspielen in der Schulmannschaft der Shizuoka Gakuen High School und der Universitätsmannschaft der Osaka University of Commerce. Seinen ersten Vertrag unterschrieb er 1984 bei den Matsushita Electric. Der Verein spielte in der zweithöchsten Liga des Landes, der Japan Soccer League Division 2. 1985/86 wurde er mit dem Verein Meister der Division 2 und stieg in die Division 1 auf. Am Ende der Saison 1986/87 stieg der Verein in die Division 2 ab. 1987/88 wurde er mit dem Verein Vizemeister der Division 2 und stieg wieder in die Division 1 auf. 1990 gewann er mit dem Verein den Kaiserpokal. Ende 1991 beendete er seine Karriere als Fußballspieler.

## Erfolge
Matsushita Electric
- Kaiserpokal

Sieger: 1990